# Indian Hill (Ohio)
Pour les articles homonymes, voir Indian Hill.
Indian Hill est une ville du Comté de Hamilton en Ohio.
En 2010, sa population était de 5 785 habitants.